# یاماتو فوجیتا
یاماتو فوجیتا (انگلیسی: Yamato Fujita؛ زادهٔ ۱۸ دسامبر ۱۹۹۰) بازیکن سافت‌بال اهل ژاپن است.